# Soliny
Soliny – wieś w Polsce położona w województwie podlaskim, w powiecie suwalskim, w gminie Wiżajny.
Wieś królewska starostwa niegrodowego wiżańskiego położona była w końcu XVIII wieku w powiecie grodzieńskim województwa trockiego. W latach 1975–1998 miejscowość administracyjnie należała do województwa suwalskiego.

## Zabytki
Do rejestru zabytków Narodowego Instytutu Dziedzictwa wpisane są następujące obiekty:
- cmentarz ewangelicki (nr rej.: 739 z 15.09.1989)